# Слобожанщина (поїзд)
«Слобожáнщина» — колишній фірмовий пасажирський поїзд Південної залізниці сполученням Харків — Львів. Був одним із чотирьох цілорічних внутрішньодержавних поїздів, для яких станція Київ-Пасажирський є транзитною, а не кінцева чи початкова станція. Така ситуація виникла після скасування внутрішньодержавних поїздів сполученням: Харків — Житомир, Хмельницький — Дебальцеве, Харків — Трускавець.

## Історія
25 травня 2008 року пасажирському поїзду № 111/112 сполученням Харків — Львів набув статусу «фірмовий». Водночас було оновлено склад поїзда та додані вагони для осіб з обмеженими можливостями. Плацкартні вагони поїзда виявились першими оснащеними системою кондиціонування повітря на Південній залізниці.
З 5 жовтня 2008 року час руху поїзда зменшено на 1 годину 47 хвилин за рахунок зміни маршруту руху поїзда через Полтаву, а не через Суми, як це було до того.
З 7 липня 2015 року позду було змінено маршрут між Києвом і Львовом і курсував через Козятин I, Калинівку, Вінницю, Жмеринку, Хмельницький, Підволочиськ, Тернопіль. Такі зміни пов'язані p призначенням першого в Україні нічного експреса № 115/116 сполученням Харків — Івано-Франківськ. Також з 7 липня 2015 року до складу поїзда об'єднана група вагонів безпересадкового сполучення Кременчук — Львів, яка раніше курсувала у складі поїзда «Тясмин» через станцію Імені Тараса Шевченка, Шполу, Христинівку, Ладижин, Жмеринку, Тернопіль. Маневрові роботи відбувалося на станції Полтава-Південна. Проте, через деякий час, групу ВБС було скасовано, проїзд пасажирів до Кременчука відбувався з пересадкою на приміські поїзди у Полтаві або Ромодані.
З 17 березня 2020 року поїзд було скасовано через пандемію COVID-19, рух досі не відновлено.

## Інформація про курсування
Поїзд урсував щоденно, цілий рік. 
За розкладом руху поїзда станом на 2016 рік:
- час відправлення з Харкова було о 19:40, прибуття до Львова — о 15:02 (час в дорозі — 19 год. 22 хв.)[2];
- зворотно час відправлення зі Львова о 16:38, прибуття до Харкова — о 12:21 (час в дорозі — 19 год. 43 хв.)[3].

З 30 жовтня 2016 року і до вводу нового графіку руху на 2017 рік поїзд було прискорено майже на годину, з прибуттям до Львова о 14:00 годині. У 2017 році планулося продовження маршруту руху до Ужгорода. 
| Розклад руху поїзда «Слобожанщина» станом на 2017 рік |              |         |                  |                        |
| Станція                                               | Час прибуття | Стоянка | Час відправлення | Загальний час в дорозі |
| Харків-Пасажирський                                   | —            | —       | 20:15            | 00:00                  |
| Люботин                                               | 20:52        | 2       | 20:54            | 00:37                  |
| Коломак                                               | 22:11        | 2       | 22:13            | 01:56                  |
| Полтава-Київська                                      | 23:24        | 5       | 23:29            | 03:09                  |
| Решетилівка                                           | 23:59        | 3       | 00:02            | 03:44.                 |
| Сагайдак                                              | 00:19        | 2       | 00:21            | 04:04                  |
| Яреськи                                               | 00:35        | 2       | 00:37            | 04:20                  |
| Гоголеве                                              | 00:53        | 2       | 00:55            | 04:38                  |
| Миргород                                              | 01:12        | 2       | 01:14            | 04:57                  |
| Ромодан                                               | 01:40        | 2       | 01:42            | 05:25                  |
| Лубни                                                 | 02:15        | 2       | 02:17            | 06:00                  |
| Гребінка                                              | 02:55        | 3       | 02:58            | 06:40                  |
| Яготин                                                | 03:36        | 2       | 03:38            | 07:21                  |
| Київ-Пасажирський                                     | 05:00        | 25      | 05:25            | 08:45                  |
| Фастів I                                              | 06:28        | 2       | 06:30            | 10:13                  |
| Козятин I                                             | 07:43        | 33      | 08:16            | 11:28                  |
| Вінниця                                               | 09:10        | 5       | 09:15            | 12:55                  |
| Жмеринка                                              | 10:01        | 20      | 10:21            | 13:46                  |
| Хмельницький                                          | 11:47        | 7       | 11:54            | 15:32                  |
| Підволочиськ                                          | 12:55        | 2       | 12:57            | 16:40                  |
| Тернопіль                                             | 13:43        | 5       | 13:48            | 17:28                  |
| Золочів                                               | 14:43        | 2       | 14:45            | 18:28                  |
| Красне                                                | 15:10        | 2       | 15:17            | 18:55                  |
| Львів                                                 | 15:57        | —       | —                | 19:42                  |

## Склад поїзда
За даними «Експрес-3» складався з::
- 11 плацкартних вагонів;
- 6 купейних вагонів;
- 1 вагону класу «Люкс».